# عمودگرد (فیلم‌برداری)

نحوه حرکت دوربین در عکاسی عمودگرد

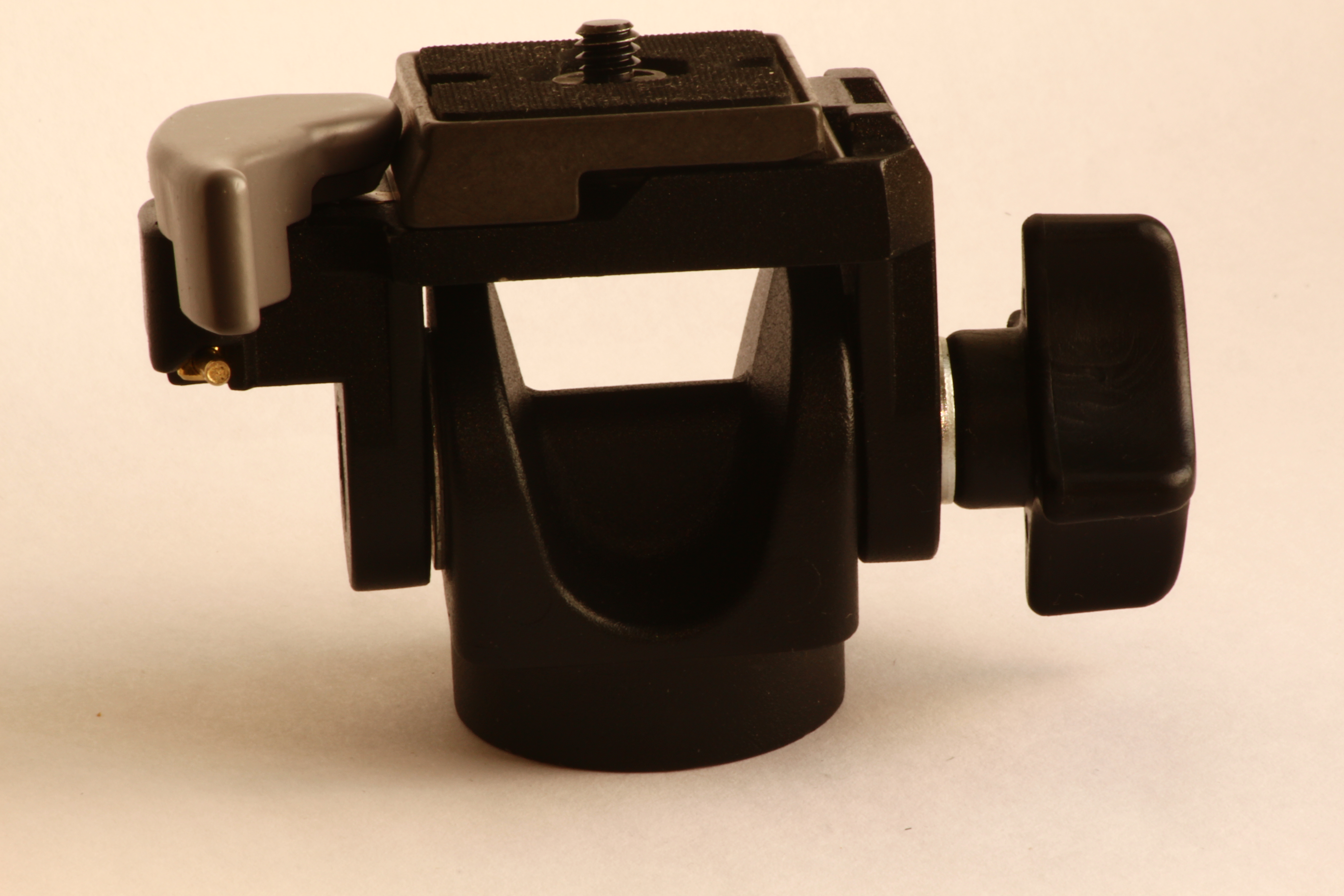
سر سه‌پایه عمودگرد یک جهته

حرکت عمودگرد، تکنیکی در فیلمبرداری است که در آن دوربین ثابت بوده و به صورت عمودی (تیلت) می‌چرخد. چرخش به صورت افقی، افق‌گرد (پن) نام دارد. حرکت سر کسی که برای بله گفتن سر خود را بالا و پایین می‌برد یا حرکت فراز و فرودی هواپیما نمونه‌هایی از حرکاتی شبیه به این نوع حرکت دوربین است.